# Lilly Kahil
Lilly Kahil (* 2. Juli 1926 in Zürich; † 4. Dezember 2002 in Garches) war eine französisch-schweizerische Klassische Archäologin ägyptisch-deutscher Herkunft. Von 1957 bis zu ihrer Emeritierung 1996 wirkte sie als Professorin an der Universität Freiburg (Schweiz), daneben lehrte und forschte sie am Centre national de la recherche scientifique und der Universität Paris-Nanterre. Neben zahlreichen Grabungstätigkeiten verschaffte ihr besonders die Initiierung und Herausgabe des Lexicon Iconographicum Mythologiae Classicae wissenschaftliche Bekanntheit.

## Leben
Kahil entstammte väterlicherseits einer ägyptischen Familie und war Nichte von Mary Kahil, einer berühmten Vermittlerin zwischen orientalischer und okzidentalischer Kultur. Ihre Mutter war Deutsche, und Lilly Kahil wurde während eines Europaaufenthaltes in Zürich geboren. Sie wuchs – späteren Erinnerungen zufolge sehr unbeschwert – in einem äußerst internationalen und weltoffenen Umfeld auf. Trotz einer langwierigen Krankheit in der Jugend machte sie mit 16 Jahren ihren Schulabschluss am Collège du Sacré-Cœur in Kairo und studierte anschließend an der Universität Basel bei Karl Schefold sowie ab 1946 an der Sorbonne in Paris. Von 1949 bis 1954 war sie als „auswärtiges Mitglied“ an der École française d’Athènes (Französischen Schule Athen), wo sie ihre Dissertation mit dem Titel Les enlèvements et le retour d‘Hélène dans les textes et les documents figurés ‚Die Entführungen und die Rückkehr der Helena in den [antiken] Texten und den bildlichen Quellen‘ verfasste. Die Schrift erschien im Jahr 1955 und verband archäologische Methoden mit Untersuchungen aus dem Bereich der Klassischen Philologie. Sie wurde mit dem Salomon-Reinach-Preis der französischen Académie des inscriptions et belles-lettres ausgezeichnet. Im Jahr vor der Veröffentlichung hatte Kahils Familie nach dem Sturz der ägyptischen Monarchie durch Gamal Abdel Nasser aus ihrer Heimat fliehen müssen.
In erster Ehe war Kahil mit dem Juristen Boutros Boutros-Ghali, dem späteren Generalsekretär der Vereinten Nationen und der Organisation internationale de la Francophonie, verheiratet und nannte sich in dieser Zeit Lilly Ghali-Kahil. In zweiter Ehe heiratete sie den angesehenen klassischen Archäologen René Ginouvès. Dieses Mal behielt sie allerdings ihren Geburtsnamen bei; Ginouvès wurde daher hin und wieder fälschlich als „Monsieur Kahil“ angesprochen, ohne sich aber daran zu stören.
1957 wurde Lilly Kahil außerordentliche Professorin für Alte Geschichte an der Universität Freiburg (Schweiz), 1960 dann ordentliche Professorin. Auf ihren Einsatz hin wurde schließlich ein eigener Lehrstuhl für Klassische Archäologie eingerichtet, den sie übernahm und dem sie internationales Ansehen verschaffte. Ihren Wohnsitz hatte sie jedoch weiterhin in Paris, wo sie bereits Attachée de recherche am Centre national de la recherche scientifique war und 1979 Directeur de recherche an derselben Einrichtung wurde. Auch an der Universität Paris-Nanterre war sie als Hochschullehrerin tätig. Mehrere Forschungsaufenthalte verbrachte sie am Institute for Advanced Study in Princeton. 1996 wurde sie als Lehrstuhlinhaberin emeritiert und erhielt eine Honorarprofessur in Freiburg. Ihr letztes Forschungsprojekt, die Untersuchung der weißgrundigen Lekythen aus dem Pariser Louvre, konnte sie allerdings aus gesundheitlichen Gründen nicht fertigstellen. 2002 starb sie nach langer Krankheit.

## Forschungen und Ehrungen
Lilly Kahils Forschungsschwerpunkte lagen in den Bereichen der Archäologie und Geschichte der Religion, wozu sie zahlreiche wissenschaftliche Beiträge verfasse. Kahil hat die Ausgrabungen der Schweizerischen Archäologischen Schule in Griechenland in der antiken Stadt Eretria im Jahr 1964 mitbegründet, die seitdem kontinuierlich fortgeführt wurden, und schwerpunktmäßig die dort gefundene geometrische Keramik analysiert. Daneben leitete sie größere archäologische Unternehmungen in Soloi und Laodikeia am Lykos sowie Ausgrabungen der Französischen Schule Athen auf der Insel Thasos, deren keramische Funde sie 1960 publizierte. Schließlich initiierte Kahil 1972 das Lexicon Iconographicum Mythologiae Classicae, ein äußerst umfangreiches und international erarbeitetes Nachschlagewerk zur Ikonografie der klassischen Mythologie. Sie leitete es bis zum Projektabschluss 1999 als verantwortliche Herausgeberin und Generalsekretärin, prägte die Entwicklung des Werkes maßgeblich und verfasste selbst einige Artikel für das Lexikon (darunter zusammen mit Noëlle Icard-Gianolio die ausführlichen Beiträge zu Artemis und Helena). Gleichzeitig entstand durch die Erarbeitung der Bände um Kahil ein Netzwerk verschiedenster Wissenschaftler, das mehrere Konferenzen organisierte (Thessaloniki 1993, Basel 1994, Malibu 1995 und Oxford 1996). Nach Abschluss des Lexicon Iconographicum Mythologiae Classicae entstand aus diesem Kreis ein weiteres Projekt, der Thesaurus Cultus et Rituum Antiquorum. Dieses systematisch aufgebaute, ebenfalls sehr ausführliche Nachschlagewerk zu den Kulten und Riten der antiken Religionen wurde von Kahil noch vor ihrem Tod mit ins Leben gerufen; ihr wurden die acht Bände schließlich gewidmet.
Lilly Kahil war korrespondierendes Mitglied des Deutschen Archäologischen Instituts, des Österreichischen Archäologischen Instituts und (seit 1992) der Académie des inscriptions et belles-lettres in Paris, sowie Ehrenmitglied der Archäologischen Gesellschaft Athen und des Archaeological Institute of America. 1985 erhielt sie den Prix Gustave Mendel der Académie des inscriptions et belles-lettres für die Herausgabe des zweiten Bandes des Lexicon Iconographicum Mythologiae Classicae. Mit Ehrendoktorwürden wurde Kahil von den Universitäten Athen und Québec ausgezeichnet.

## Schriften
- Les enlèvements et le retour d‘Hélène dans les textes et les documents figurés. Éditions de Boccard, Paris 1955 (zugleich Dissertation).
- La céramique grecque (= Études thasiennes. Band VII). Éditions de Boccard, Paris 1960.
- Grèce préhistorique et archaïque (= Images des grandes civilisations. Band 4). Éditions Rencontre, Lausanne 1964.
- Grèce. Le Ve siècle avant Jésus-Christ (= Images des grandes civilisations. Band 5). Éditions Rencontre, Lausanne 1964.
- mit Jean des Gagniers und anderen: Laodicée du Lycos: Le nymphée. Campagnes 1961–1963. Éditions de Boccard, Paris 1969.
- mit Serapheim Charitōnidēs und René Ginouvès: Les mosaïques de la maison du Ménandre à Mytilène (= Antike Kunst. Beiheft 6). Francke, Basel 1970.
- mit Christiane Dunant: Corpus Vasorum Antiquorum. Schweiz, Band 3: Genève, Musée d'art et d'histoire. Faszikel 2, P. Lang, Bern 1980, ISBN 3-261-00466-5.
- als Hrsg. mit Christian Augé: Mythologie gréco-romaine, mythologies périphériques. Études d'iconographie (= Colloques internationaux du Centre national de la recherche scientifique. Nummer 593). Editions du Centre national de la recherche scientifique, Paris 1981, ISBN 2-222-02692-X.
- als Hrsg. mit Christian Augé und Pascale Linant de Bellefonds: Iconographie classique et identités régionales (= Bulletin de correspondance hellénique. Supplementband 14). Diffusion de Boccard, Paris 1986, ISBN 2-869-58003-7.
- als Hrsg. mit Pascale Linant de Bellefonds: Religion, mythologie, iconographie (= Mélanges de l'École française de Rome. Band 103). École française de Rome – Palais Farnèse, Rom 1991.